# 스위스 U-23 축구 국가대표팀
스위스 U-23 축구 국가대표팀(독일어: Schweizer Fußballnationalmannschaft der U-23-Junioren)은 스위스를 대표하는 23세 이하의 축구 국가대표팀으로, 스위스의 축구 관리 기관인 스위스 축구 협회의 관리를 받는다. 올림픽에 3번 참가해 1924년에 은메달을 획득했다.